# Sirnasari (Leles)
Sirnasari is een bestuurslaag in het regentschap Cianjur van de provincie West-Java, Indonesië. Sirnasari telt 1942 inwoners (volkstelling 2010).